# Bolesław Gaspary Zieliński
Bolesław Gaspary Zieliński (ur. 6 stycznia 1915 w Wadowicach, zm. 6 marca 2006 na Florydzie) – polski marynarz, uczestnik konwojów i inwazji na Normandię, kapitan żeglugi wielkiej.

## Życiorys
Do Państwowej Szkoły Morskiej zdał egzaminy teoretyczne i rejs kandydacki w 1934 roku, zaraz potem wziął udział w rejsie uczniowskim Daru Pomorza dookoła świata, m.in. z Konstantym Matyjewicz-Maciejewiczem. Tadeuszem Wojciechowskim, późniejszym kapitanem-kustoszem żaglowca. Podczas ceremonii chrztu równikowego Bolesław Zieliński otrzyma imię Alphard. Po powrocie wziął udział w uroczystości symbolicznego złożenia ziemi z czterech kontynentów na Wawelu. Maturę zdał w maju 1938, a dyplom ukończenia szkoły w 1939. Wyjechał z Polski jako młodszy marynarz, odkomenderowany do szkoły komandosów w Southampton. Pływał jako III oficer na statku Kordecki, potem na m/s „Lewiant", m/s „Lechistan". Przed inwazją na Normandię w maju 1944, statek Kordecki przeszedł w czarter US Army Transport, został przystosowany do funkcji desantowca. Udział w inwazji wzięli tylko ochotnicy po podpisaniu deklaracji, m.in. Bolesław Zieliński. Kordecki jak drugi w konwoju dopłynął do sektora amerykańskiego. gdzie walka już trwała Komandosi opuścili statek, a barki wiozły już pierwszych rannych przewożonych na statek szpitalny.
Dyplom kapitana żeglugi wielkiej uzyskał w 11 październiku 1946, po oddaniu statku Opole władzom Stanów Zjednoczonych. Odmówił pływania pod banderami polskimi. Po studiach w Pratt Institute w Nowym Jorku został inżynierem, st. projektantem na pierwszym atomowym okręcie podwodnym „571 Nautilius”. Do 1978 pracował w Centrum Morskich Systemów Podwodnych, potem jako konsultant i tłumacz. Na emeryturze był stałym korespondentem pism polonijnych „Gwiazdy Polarnej”, „Nowego Dziennika”. W Nowym Dzienniku w 1988 relacjonował etapy rejsu Daru Młodzieży dookoła świata, przypominając rejs Daru Pomorza. Był członkiem The Pulaski Foundation Inc. w Nowym Jorku, wiceprezesem Związku Oficerów Polskiej Marynarki Handlowej w Nowym Jorku.

## Odznaczenia i wyróżnienia
- Medal Morski nadany czterokrotnie[2]
- Krzyż Czynu Bojowego Polskich Sił Zbrojnych na Zachodzie (1994)[2]